# Маттіа Баттістіні
Матті́а Баттісті́ні (італ. Mattia Battistini; 27 лютого 1856, Рим — 7 листопада 1928, Контільяно) — італійський співак (баритон), майстер бельканто. Один із найобдарованіших представників італійської школи співу.

## Біографія
Співак високої музичної культури, Баттістіні мав гарний тембр голосу, блискуче володів вокальною технікою і майстерністю актора.
Гастролював у багатьох країнах, зокрема в Росії та Україні.
Найкращі партії: Дон Жуан («Дон Жуан» Моцарта), Скарпіа («Тоска» Пуччіні), Дон Карлос («Ернані» Верді), Демон («Демон» Рубінштейна), Євгеній Онєгін («Євгеній Онєгін» Чайковського).
Баттістіні виступав майже до кінця життя (останні концерти відбулися 1927).